# Strana akce a solidarity
Strana akce a solidarity (rumunsky Partidul Acțiune și Solidaritate, zkratka PAS) je středopravicová, liberální politická strana v Moldavsku. PAS založila Maia Sanduová, bývalá ministryně školství a úřadující prezidentka Moldavska. PAS je proevropská strana, je pozorovatelem Evropské lidové strany (EPP) a Mezinárodní demokratické unie (IDU).

## Politické postoje
PAS je obecně popisována jako proevropská, středopravicová strana, která se hlásí k liberalismu, sociálnímu liberalismu a ekonomickému liberalismu.

### Ekonomická politika
Podle svého programu PAS podporuje myšlenku ekonomiky založené na soukromé iniciativě a je pro výrazné omezení byrokracie ve všech fázích podnikání. V kampani před moldavskými prezidentskými volbami v roce 2020 navrhla kandidátka strany Maia Sanduová zvýšení minimálního důchodu na 2 000 leiů (asi 114 amerických dolarů).

### Zahraniční politika
Je členem Evropské lidové strany (EPP) a podporuje členství Moldavska v Evropské unii, navázání strategického partnerství se Spojenými státy americkými a zachování normálních a nekonfliktních vztahů s Ruskem. Strana podporuje posílení vztahů Moldavska s Rumunskem, ale výslovně nepodporuje sjednocení Moldavska a Rumunska.

## Výsledky voleb

### Parlamentní volby
| Volby | Lídr          | Hlasy       | Hlasy        | Hlasy   | Mandáty       | Mandáty | Pořadí | Vláda           |
| Volby | Lídr          | Počet hlasů | %            | Změna   | Počet mandátů | Změna   | Pořadí | Vláda           |
| ----- | ------------- | ----------- | ------------ | ------- | ------------- | ------- | ------ | --------------- |
| 2019  | Maia Sanduová | 380 181     | 26,84 (ACUM) | nová    | 15/101        | nová    | 3.     | Koalice         |
| 2019  | Maia Sanduová | 380 181     | 26,84 (ACUM) | nová    | 15/101        | nová    | 3.     | Opozice         |
| 2021  | Igor Grosu    | 774 754     | 52,80        | ▲ 25,96 | 63/101        | ▲ 48    | 1.     | Většinová vláda |

### Prezidentské volby
| Volby | Kandidát      | První kolo  | První kolo | Druhé kolo  | Druhé kolo | Výsledek |
| Volby | Kandidát      | Počet hlasů | %          | Počet hlasů | %          | Výsledek |
| ----- | ------------- | ----------- | ---------- | ----------- | ---------- | -------- |
| 2016  | Maia Sanduová | 549 152     | 38,71      | 766 593     | 47,89      | Prohra   |
| 2020  | Maia Sanduová | 487 635     | 36,16      | 943 006     | 57,72      | Výhra    |

### Kišiněvské volby starosty
| Volby | Lídr          | Kandidát                 | První kolo  | První kolo | Druhé kolo  | Druhé kolo | Výsledek |
| Volby | Lídr          | Kandidát                 | Počet hlasů | %          | Počet hlasů | %          | Výsledek |
| ----- | ------------- | ------------------------ | ----------- | ---------- | ----------- | ---------- | -------- |
| 2018  | Maia Sanduová | Andrei Năstase (za ACUM) | 71 803      | 32,12      | 129 432     | 52,57      | Výhra    |
| 2019  | Maia Sanduová | Andrei Năstase (za ACUM) | 70 056      | 31,08      | 112 514     | 47,61      | Prohra   |

### Volby do městského zastupitelstva v Kišiněvě
| Volby | Lídr          | Hlasy       | Hlasy | Mandáty         | Pořadí |
| Volby | Lídr          | Počet hlasů | %     | Mandáty         | Pořadí |
| ----- | ------------- | ----------- | ----- | --------------- | ------ |
| 2019  | Maia Sanduová | 74 255      | 33,30 | 19/51 (za ACUM) | 2.     |